# Tommaso Valentinetti
Tommaso Valentinetti (ur. 11 sierpnia 1952 w Ortonie) – włoski duchowny katolicki, arcybiskup Pescary-Penne od 2005.

## Życiorys
Święcenia kapłańskie otrzymał 25 czerwca 1977. Pełnił funkcje m.in. wikariusza generalnego archidiecezji Lanciano-Ortona (1987-2000) i wykładowcy Pisma Świętego w Papieskim Seminarium Duchownym w Chieti (1995-2000).

### Episkopat
25 marca 2000 papież Jan Paweł II mianował go biskupem diecezji Termoli-Larino. Sakry biskupiej udzielił mu 20 maja 2000 ówczesny wikariusz generalny Rzymu, kardynał Camillo Ruini.
4 listopada 2005 papież Benedykt XVI przeniósł go na urząd arcybiskupa Pescary-Penne.
Abp Valentinetti jest członkiem Rady Stałej Konferencji Episkopatu Włoch oraz przewodniczącym Konferencji Biskupów Regionu Abruzja-Molise.